# 宮澤正順
宮澤 正順（みやざわ まさより／せいじゅん、1931年 - ）は、浄土宗の僧、中国思想学者。
1948年 旧制鎌倉中学校（現鎌倉学園）卒業。大正大学大学院文学研究科博士課程満期退学、横浜市立戸塚高等学校国語科教諭（村上春樹は当時の同僚）、大正大学教授、1998年「曾慥の研究」で文学博士。2002年定年退任、埼玉工業大学客員教授。日本道教学会・全国漢文教育学会・日韓及び日中韓仏教交流協議会等理事、静寛院和宮奉讃会評議員。総本山知恩院、大本山増上寺、大本山光明寺布教師、西福寺住職。

## 著書
- 『素問・霊枢』明徳出版社 中国古典新書続編 1994
- 『曾慥の書誌的研究』汲古書院 2002
- 『蕪村・一茶・漱石の浄土信仰』明徳出版社 2006
- 『養生訓のことば』斯文会 MY古典 2012

### 共編著
- 『香りの比較文化誌 東の「香」から西の「アロマテラピー」まで』シャウマン・ヴェルナー共編著 北樹出版 2001
- 『道樞一字索引』麥谷邦夫, 金正耀共編 松香堂 2002

翻訳
- 金正耀『中国の道教』監訳 平河出版社 1995

記念論文集
- 『東洋比較文化論集 宮澤正順博士古稀記念』青史出版 2004

## 論文
- Cinii